# Bajevac
Bajevac (em cirílico: Бајевац) é uma vila da Sérvia localizada no município de Lajkovac, pertencente ao distrito de Kolubara. A sua população era de 611 habitantes segundo o censo de 2011.

## Demografia
| 1948  | 1953  | 1961 | 1971 | 1981 | 1991 | 2002 | 2011 |
| ----- | ----- | ---- | ---- | ---- | ---- | ---- | ---- |
| 1 016 | 1 035 | 965  | 923  | 874  | 825  | 689  | 611  |